# 2-а Вишняківка
2-а Вишняківка (рос. 2-я Вишняковка) — присілок в Касторенському районі Курської області Російської Федерації.
Населення становить 14 осіб. Входить до складу муніципального утворення Успенська сільрада.

## Історія
Населений пункт розташований на території українського етнічного та культурного краю Східна Слобожанщина.
Від 2004 року входить до складу муніципального утворення Успенська сільрада.

## Населення
| 2002 | 2010 |
| ---- | ---- |
| 42   | ↘14  |